# درجة التفاوت

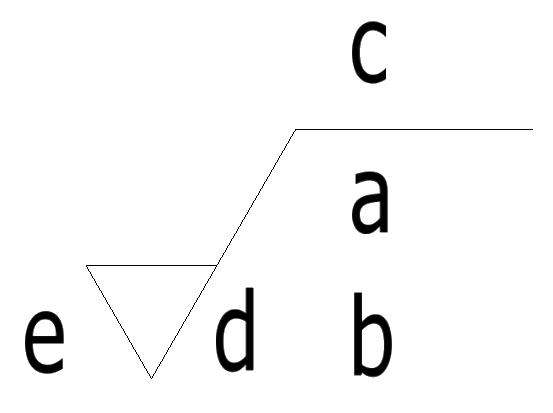
درجة التفاوت

درجة التفاوت في الهندسة الحد المسموح به للتغير:
1. في البعد المادي.[1][2]
2. في القيمة المقيسة والخواص المادية للمواد المصنعة.
3. في غيرها من المقادير المقيسة نحو درجة الحرارة والرطوبة.
4. في الهندسة والسلامة، في المسافة أو المساحة.
5. في الهندسة الميكانيكية، في الفراغ بين المرود و الصمولة.

قد يكون للأبعاد أو الخصائص أو الشروط بعض الاختلاف دون التأثير بشكل كبير على عمل الأنظمة، والآلات، والهياكل، وما إلى ذلك. يقال أن هناك تباينًا يتجاوز التسامح (على سبيل المثال، درجة الحرارة شديدة البرودة أو شديدة البرودة) غير متوافق، أو تجاوز التسامح لذلك يعتبر مرفوض.

## الاعتبارات
ويتمثل الشاغل الرئيسي في تحديد مدى اتساع التفاوتات دون التأثير على عوامل أخرى أو نتيجة عملية ما. يمكن أن يكون ذلك عن طريق استخدام المبادئ العلمية والمعرفة الهندسية والخبرة المهنية. يُعد التحقيق التجريبي مفيدًا للغاية في دراسة آثار التفاوتات: تصميم التجارب، والتقييمات الهندسية الرسمية، وما إلى ذلك.
إن مجموعة جيدة من التسامح الهندسي في مواصفات، في حد ذاتها، لا يعني أنه سيتم تحقيق الامتثال لتلك التسامح. ينطوي الإنتاج الفعلي لأي منتج (أو تشغيل أي نظام) على بعض الاختلافات الكامنة في المدخلات والمخرجات. أخطاء القياس موجودة أيضا في جميع القياسات. مع التوزيع الطبيعي، قد تمتد أطراف القيم المقاسة إلى ما بعد زائد وثلاثة انحرافات «أرقام» معيارية عن متوسط العملية. قد تمتد الأجزاء الممتازة لواحد (أو كليهما) إلى ما هو أبعد من التسامح المحدد.
يجب أن تكون قدرة عملية الأنظمة والمواد والمنتجات متوافقة مع التفاوتات الهندسية المحددة. يجب أن تكون ضوابط العملية جاهزة وأن نظام إدارة الجودة الفعال، مثل إدارة الجودة الشاملة، يجب أن يحافظ على الإنتاج الفعلي ضمن التفاوتات المطلوبة. يستخدم مؤشر القدرة العملية للإشارة إلى العلاقة بين التفاوتات والإنتاج الفعلي المقاس.
ويتأثر اختيار التفاوتات أيضا بطريقة أخذ العينات الإحصائية المقصودة وخصائصها مثل مستوى الجودة المقبولة. يتعلق ذلك بمسألة ما إذا كان التسامح يجب أن يكون كبيرًا للغاية (ثقة كبيرة في توافق "100٪") أو ما إذا كان قد يكون مقبولًا في بعض الأحيان نسبة صغيرة من عدم التسامح.